# Zopo Mobile
Zopo ou Zopo Mobile (chinois simplifié : 深圳卓普通讯设备有限公司 ; chinois traditionnel : 深圳卓普通訊設備有限公司) est un fabricant de smartphones fondé en 2008 et basé à Shenzhen, au Sud de la république populaire de Chine.